# Rym al-Ali
Pour les articles homonymes, voir Brahimi et Ali.
La princesse Rym al-Ali, née Rym Brahimi en 1969, est l'épouse du prince Ali ben Al Hussein de Jordanie depuis leur mariage le 7 septembre 2004. Elle est la fille de Lakhdar Brahimi, ancien ministre algérien des Affaires étrangères et haut fonctionnaire de l'ONU. Sa mère, Mila Bacic, est moitié croate et moitié arménienne.
Elle et le prince Ali vivent à Amman avec leurs deux enfants, la princesse Jalila bint Ali et le prince Abdullah bin Ali.

## Éducation
Après une licence en géographie puis un master en littérature anglaise à l'université Sorbonne-Nouvelle en 1990, elle obtient un DEA en sciences politiques à l'Institut d'études politiques de Paris l'année suivante. En 1994, elle sort de l'université Columbia avec un master en journalisme.

## Carrière
Elle est depuis 2006 commissaire exécutive de la Royal Film Commission en Jordanie.
Elle est la fondatrice de l'Institut jordanien des médias (Jordan Media Institute, JMI), un organisme d’éducation à but non lucratif qui a pour objectif de créer un centre arabe d'excellence pour l'enseignement du journalisme.

## Prix et récompenses
- 2011 : Best Journalist Award lors des 32e Ischia International Journalism Awards Ceremony, une des récompenses les plus prestigieuses en journalisme en Italie[7].
- 2013 : doctorat honoris causa en lettres de l'université de Coventry[8].
- 2018 :  Grand officier de l'ordre de l'Infant Dom Henri par le président portugais Marcelo Rebelo de Sousa pour sa contribution dans le domaine de la culture et des échanges interculturels[9].